# El Pinar (San José de Ocoa)
El Pinar es un distrito municipal que depende del municipio de San José de Ocoa (San José de Ocoa), República Dominicana. Está ubicado a 115 kilómetros al oeste de Santo Domingo.
El Pinar era una sección rural del municipio de San José de Ocoa hasta que la Ley n.º 15 del 20 de enero de 2004 lo elevó a la categoría de distrito municipal. Fueron incluidas como secciones las de Los Corozos (parajes La Damajuana, La Cruz, Los Palmaritos, El Montazo, El Bejucal, Los Polocheses y El Caimital), Los Tramojos (parajes La Ciénaga, Los Negros, Los Limones, Los Naranjos y La Tachuela)) y El Cercado
(parajes Mancebo, Sabana Abajo, La Mesa de Domingo y Palo de Sabina). La sección de El Pinar propiamente dicha incluye los parajes La Toronja, El Colbanar, La Palmita, La Isleta, El Perico, Rancho Francisco, Los Canes y La Agüita.
En el Censo de Población y Vivienda de 2002, último realizado en el país, la población de El Pinar está incluida en el municipio de San José de Ocoa pero al siguiente año se registraba una población de 5500 personas. Aunque su infraestructura es reducida cuenta con red eléctrica, caminos, escuelas y policlínicos.
La principal actividad económica del municipio es la agrícola, abasteciendo a la provincia y al país de tomates, cebollas, ajíes, repollos, guandules, habichuelas y berenjenas entre otros productos.
En julio del 2011 la Junta Municipal tuvo conflictos con la compañía minera Barrick Gold por la instalación de la línea de transmisión eléctrica de la minera que en un trayecto de 122 kilómetros uniría Azua con Cotuí.
El 5 de enero de 2012 un sismo de 5.3 grados afectó la población que sufrió daños en su infraestructura y quedó aislada de la capital.